# 東京ディズニーシー ハーバーサイド・クリスマス2006
『東京ディズニーシー ハーバーサイド・クリスマス2006』(Tokyo DisneySea Harborside Christmas 2006)は、東京ディズニーシーで2006年11月7日〜12月25日にかけて開催されたスペシャルイベント『ハーバーサイド・クリスマス』のショーで使用された音源を収録したアルバムである。

## 解説
- 収録している楽曲は、「ミート&スマイル クリスマスバージョン」、「オーバー・ザ・ウェイブ クリスマスバージョン」、「キャンドルライト・リフレクションズ」の3つのショーであるが、楽曲そのものが完全に収録されているのは「キャンドルライト・リフレクションズ」だけであり、そのほかの曲はメドレー形式になっていたり、ショートバージョンになっている（唯一完全に収録されている「キャンドルライト・リフレクションズ」も、パークで流される音源は微妙に前年のものからアレンジされていた（キャラクターのセリフの言い回しなど）が、CDに収録されているものは前年までと同じ楽曲になっている）。
- トラック1は、期間中にメディテレーニアンハーバーのリドアイルで実施されたショー「ミート&スマイル クリスマスバージョン」のメドレーを収録している。
- トラック2と3は、アメリカンウォーターフロントのドックサイドステージで実施されたショー「オーバー・ザ・ウェイブ クリスマスバージョン」の楽曲であるが、ショーの中のクリスマスシーンの時の音源のみ抜粋で収録している（それぞれトラック2がパーティーのシーン、トラック3がエンディングのシーン）。
- また、ボーナストラックとして2006年7月14日から開催されている『東京ディズニーシー5thアニバーサリー』のテーマソングである「Sea of Dreams 〜Tokyo DisneySea 5th Anniversary Theme Song〜」のクリスマスアレンジを収録している。歌詞は無く、インストゥメンタルになっている。

## 収録曲
1. ミート&スマイル〜クリスマスメドレー　Meet & Smile ~ Christmas Medley
2. オーバー・ザ・ウェイブ クリスマスタグ〜パーティープレパレーション　Over the Waves Christmas Tag ~ Party Preparation
3. オーバー・ザ・ウェイブ クリスマスタグ〜フィナーレ　Over the Waves Christmas Tag ~ Finale
4. メディテレーニアンハーバー・ナイトクリスマス：キャンドルライト・リフレクションズ　Mediterranean Harbor Night Christmas: CANDLELIGHT REFLECTIONS
5. シー・オブ・ドリームス（インストゥメンタルクリスマスミックス）　Sea Of Dreams (Instrumental Christmas Mix)